# Noriaki Sugiyama
Noriaki Sugiyama (jap. 杉山 紀彰 Sugiyama Noriaki; ur. 9 marca 1976) – japoński seiyū mający na koncie wiele ról w anime, grach wideo i filmach. Znany jest głównie jako Sasuke Uchiha w anime Naruto oraz Uryū Ishida w anime Bleach. Przez fanów nazywany jest zdrobniale „Non-tan”. Jest to pseudonim nadany mu przez Junko Takeuchi w programie radiowym „O-! Naruto Nippon!” nadawanym w Japonii.

## Role głosowe

### Anime
Ważniejsze role są pogrubione
- Axis Powers Hetalia (Anglia)
- Bleach (Uryū Ishida)
- Boogiepop Phantom (Tetsu Yabe)
- Cardfight Vanguard (Katsumi Morikawa)
- Code Geass: Lelouch of the Rebellion (Rivalz Cardemonde, Kento Sugiyama)
- Damekko Dōbutsu (Usahara)
- Dark Shell (Fukushima)
- Fate/stay night (Shirō Emiya)
- Full Metal Panic? Fumoffu (Crewman)
- Fushigiboshi no Futagohime Gyu! (Hills)
- Hell Girl (Mamoru Hanakasa)
- Kamichu! (Inu-Oshu)
- Ling Qi (spiritpact) (Intetsu)
- Koutetsu Sangokushi (Chouun Shiryuu)
- Kuroshitsuji (William T. Spears)
- The Law of Ueki (Ancho Kabara)
- Maho Girls Pretty Cure! (Orba)
- Mirage of Blaze
- Moyashimon (Takuma Kawahama)
- Naruto (Sasuke Uchiha)
- Ōkiku Furikabutte (Junta Takase)
- Saiunkoku Monogatari (Shōrin)
- Sentō Yōsei Yukikaze (Ito)
- Toward the Terra (Adult Tony)

### Gry komputerowe
- Fate/stay night Realta Nua (Shirō Emiya)
- Riviera: The Promised Land (Hector)

### Dubbing
- 24 godziny (Rick Allen)
- D.I.C.E. (Robert Clapice)
- Dom dla zmyślonych przyjaciół pani Foster (Blooregard „Bloo” Q. Kazoo)
- Liga Sprawiedliwych (Ray Thompson)
- Welcome to Eltingville (Pete DiNunzio)

### Drama CD
- Chocolatier no Renai Jouken (Asano Youhei)
- Shinshi Doumei Cross (Strahl Tachimiya III)
- Axis Powers Hetalia

## Kariera muzyczna
Poza pracą jako aktor głosowy wydał również singiel „Fragment” jak i minialbum „On the way”. Oprócz tego nagrał piosenki dopasowane do granych przez niego postaci. Między innymi na płycie Bleach Beat Collection jako Uryuu Ishida. Wydał również płytę poświęconą postaci Shirou Emiya, w którą wcielił się w anime Fate/Stay Night. Płyta wydana została dnia 27 czerwca 2007 roku. Ponadto na płycie Naruto All Stars wykonuje piosenki „Scenario” i „Kimi monogatari” jako Uchiha Sasuke, w którego wcielił się w anime Naruto.
29 lipca 2009 roku zdobył 2. miejsce w rankingu Oricon dzięki wykonywanym przez siebie piosence „Absolutely Invicible British Gentleman”, będącej powiązaną z graną wtedy przez niego postacią Arthura Kirklanda/Anglii w anime Hetalia: Axis Powers. Dla gry Alicja w Krainie Serc wykonał piosenkę „Close Distance” jako grana przez niego postać Borys Airay. W ostatnim czasie wykonał również kilka piosenek jako William T. Spears z anime Kuroshitsuji.